# مطار بنينا الدولي
مطار بنينا الدولي (إياتا: BEN، إيكاو: HLLB) هو مطار دولي يخدم مدينة بنغازي ثاني أكبر مدينة في ليبيا. ويقوم المطار بتشغيل رحلات داخلية ودولية.

## تاريخ
أعلن عن إغلاق المطار في 16 مايو 2014 بسبب القتال في المنطقة المحيطة به. وقد كان مغلقًا لإصلاح الأضرار التي تعرض لها نتيجة للقصف العشوائي الذي تعرض له، وقد أعلنت إدارة المطار أن الأشغال ستأخذ مدة لذلك فإن بعض الرحلات التي كانت تنطلق من المطار تم نقلها لتنطلق من مطار الأبرق الدولي في مدينة البيضاء. وقد أعيد افتتاح المطار رسميا بتاريخ 15 يوليو 2017 أمام الرحلات الجوية الدولية بعد إصلاحه وتجهيزه.

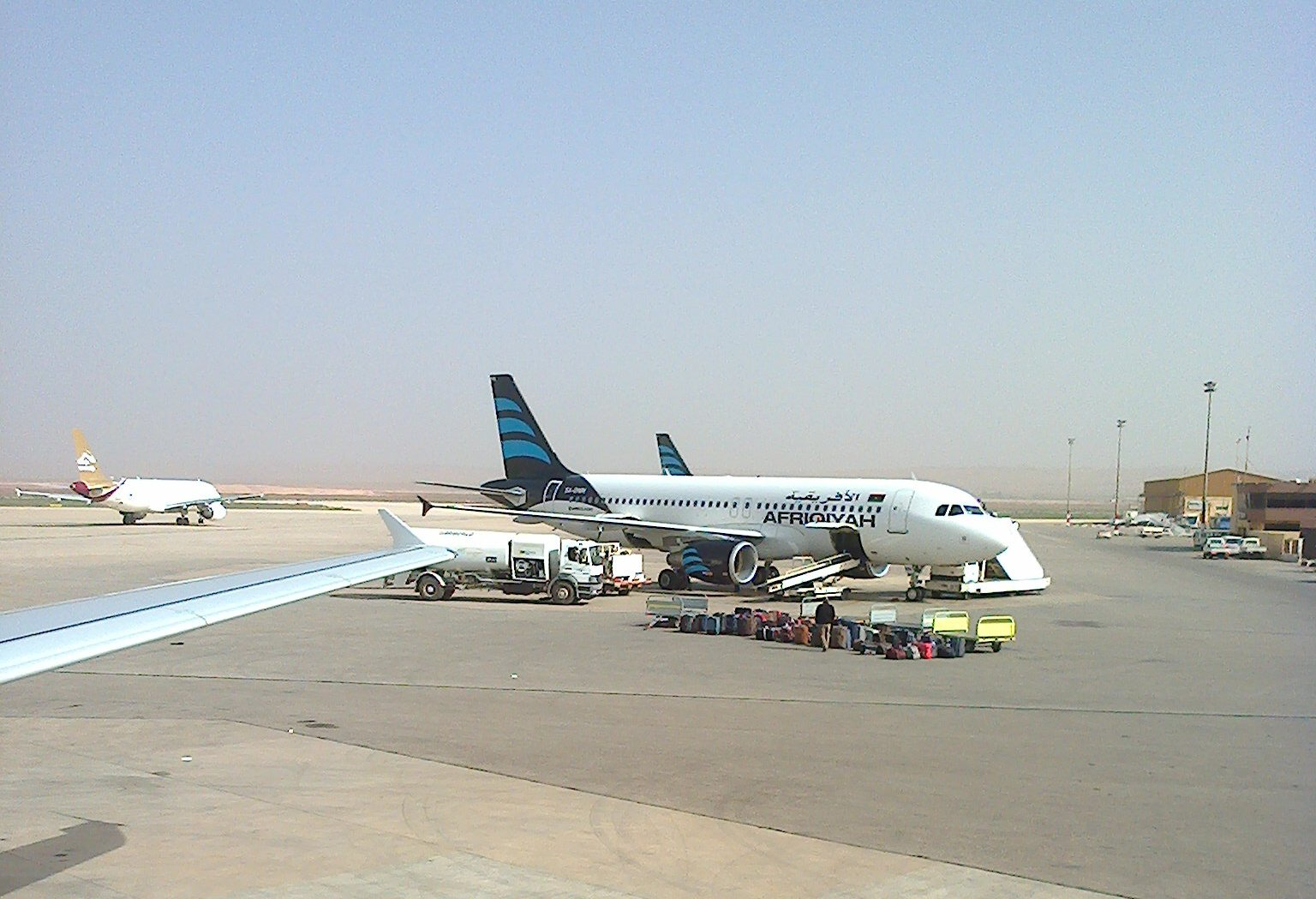
طائرة للخطوط الأفريقية تعبئ حمولتها، فيما تستعد طائرة للخطوط الليبية للإقلاع.

## شركات الطيران
| شركات الطيران           | الوجهات (آخر تحديث 2022-11-6)                                            |
| ----------------------- | ------------------------------------------------------------------------ |
| الخطوط الجوية الأفريقية | سبها - طرابلس - إسطنبول - الإسكندرية - القاهرة - تونس                    |
| الخطوط الجوية الليبية   | سبها - طرابلس - تونس - الاسكندرية - عمان موسمية: جدة                     |
| برنيق للطيران           | سبها - مصراتة - طرابلس - تونس - الإسكندرية - إسطنبول - القاهرة - الخرطوم |
| الخطوط التونسية         | تونس                                                                     |
| مصر للطيران             | القاهرة                                                                  |